# Myriotrema thwaitesii
Myriotrema thwaitesii är en lavart som beskrevs av Hale 1981. Myriotrema thwaitesii ingår i släktet Myriotrema och familjen Thelotremataceae.   Inga underarter finns listade i Catalogue of Life.